# SFOR

Emblema de la SFOR.

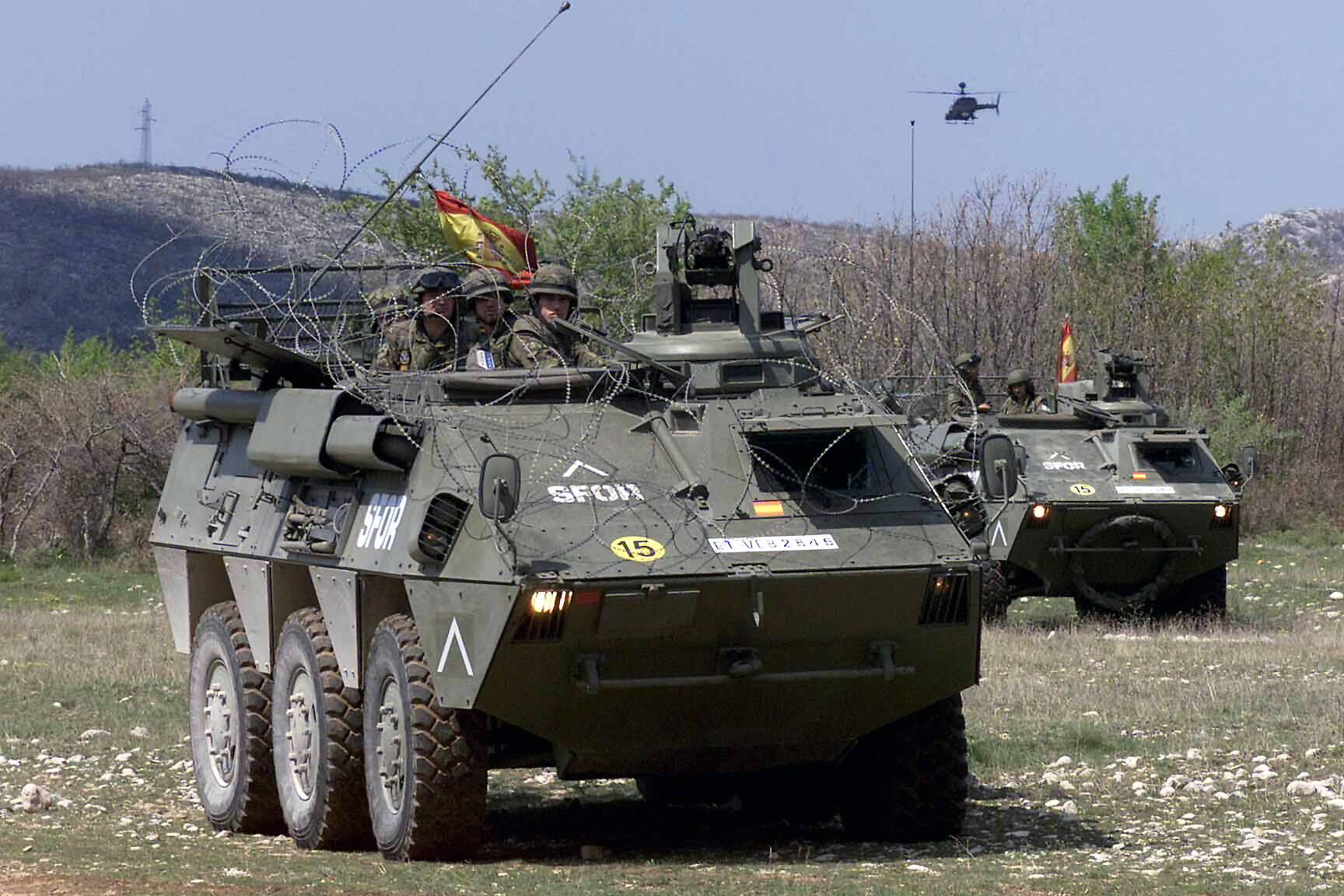
Blindados españoles BMR-600 de SFOR, durante un ejercicio cerca de Sarajevo.

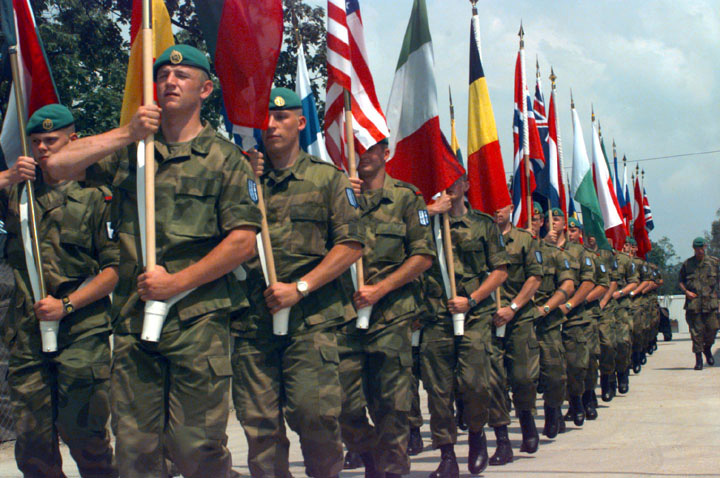
Soldados noruegos portando las banderas de los 36 países de la OTAN, en el campamento de Ilidza (Bosnia-Herzegovina), el 30 de julio de 1997.

La Fuerza de Estabilización (en inglés: Stabilisation Force, abreviada como SFOR) fue una fuerza multinacional de la OTAN desplegada en Bosnia y Herzegovina, encargada del cumplimiento de los Acuerdos de Dayton, que pusieron fin a la guerra de Bosnia. 

## Composición
La SFOR operó bajo el nombre en clave Operation Joint Guard (Operación Guardia Conjunta), entre el 21 de diciembre de 1996 y el 19 de junio de 1998, y Operation Joint Forge (Operación forja conjunta), entre el 20 de junio de 1998 y el 2 de diciembre de 2004, en que EUFOR Althea se hizo cargo de la misión. Los países de la OTAN que aportaron contingentes fueron:
| - Bélgica - Canadá - República Checa - Dinamarca - Francia | - España - Grecia - Hungría - Islandia - Italia | - Países Bajos - Noruega - Polonia - Portugal - Alemania | - Eslovenia - Turquía - Reino Unido - Estados Unidos |

Las naciones no pertenecientes a la OTAN que aportaron tropas fueron:
| - Australia - Albania - Austria - Argentina - Bulgaria | - Estonia - Finlandia - Irlanda - Letonia - Lituania | - Malasia - Marruecos - Nueva Zelanda - Rumanía - Rusia | - Eslovaquia - Suecia - Ucrania |

Los comandantes que sirvieron en la SFOR, por un período de un año cada uno, fueron el general William W. Crouch, el general Eric Shinseki, el general Montgomery Meigs, el teniente general Ronald Adams, el teniente general Michael Dodson, el teniente general John Sylvester, el teniente general William E. Ward, el general Virgil Packett y el general de brigada Steven P. Schook.
El nivel de tropas se redujo a aproximadamente 12.000 al finalizar 2002, y a 7.000 al finalizar 2004. Durante la Cumbre de Estambul de la OTAN en 2004 se anunció el final de la misión de la SFOR. 
La SFOR había relevado en la misión a la IFOR y fue reemplazada por la EUFOR Althea de la Unión Europea, el 2 de diciembre de 2004. Un pequeño número de tropas de Estados Unidos (unos 250 en total) continuaron su participación con una capacidad limitada para buscar a los presuntos criminales de guerra serbobosnios Radovan Karadžić y Ratko Mladić. 
La SFOR se dividió en tres zonas de operación: 
- Mostar - Brigada multinacional (S), con mando italiano, francés y español.
- Banja Luka - División multinacional (O), con mando británico, canadiense y holandés.
- Tuzla - División multinacional (N), con mando estadounidense, polaco, ruso y sueco.

Estas tres AO fueron conocidas colectivamente como la División Multinacional hasta finales de 2002, cuando fue reducida su categoría a Brigada Multinacional.